# August Tafelmacher
August Tafelmacher (* 22. Juli 1860 in Uelzen; † 4. Februar 1942 in Dessau) war ein deutscher Pädagoge. Als Professor war er Direktor der städtischen Handelsrealschule Dessau.
Tafelmacher war der Sohn der gleichnamigen Kaufmanns in Uelzen. Er besuchte die Realschule in Celle und studierte von 1880 bis 1884 an der Universität Göttingen Mathematik und Naturwissenschaften. 1885 legte er das Examen für das höhere Lehramt erfolgreich ab und war anschließend als Hilfslehrer am Realgymnasium in Quakenbrück und in Osnabrück tätig. 1889 promovierte er in Göttingen. Noch im gleichen Jahr erhielt er eine Stelle an der Gelehrtenschule in Santiago de Chile. Von dort kehrte er 1904 zurück und ging zunächst als Lehrer nach Stadthagen. Später erhielt er den Direktorenposten an der städtischen Handelsrealschule im anhaltischen Dessau. 1920 habilitierte er sich in Dessau mit der Arbeit Die wirtschaftliche Leitung einer Aufbereitung, insbesondere die Ermittlung der günstigsten Anreicherungschöhe auf graphischem Wege.
Tafelmacher war Ehrenmitglied der Mathematischen Fakultät der Universität Santiago.